# 2010年バンクーバーオリンピック

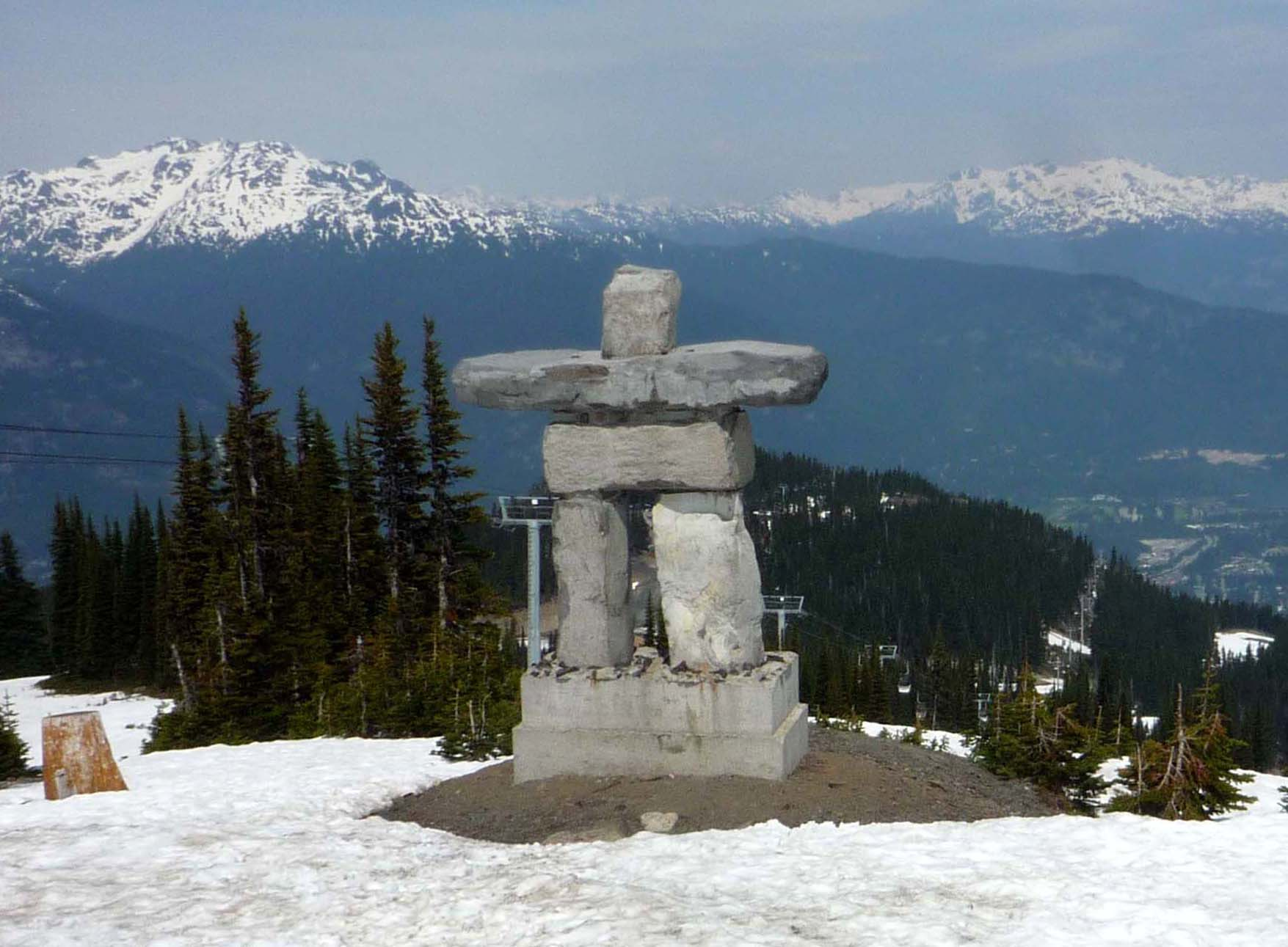
バンクーバーオリンピック公式エンブレム"Ilanaaq"（イラナーク）のモニュメント（ウィスラー・マウンテン）。イヌイットの道しるべ、イヌクシュクをもとにしている

2010年バンクーバーオリンピック（2010ねんバンクーバーオリンピック）は、カナダのブリティッシュコロンビア州とバンクーバー市で2010年2月12日 - 2月28日に行われた21回目の冬季オリンピック。バンクーバー2010（Vancouver 2010）と呼称される。
カナダでの冬季五輪開催は1988年カルガリーオリンピック以来、22年ぶり2回目。テーマはカナダ国歌「オー・カナダ」の一節でもある "With Glowing Hearts"（燃える心と共に）。

## 概要

### 大会招致までの経緯
2010年冬季五輪開催地は2003年7月チェコのプラハで開かれた第115次IOC総会にて投票により決定された。
総勢126名のIOC委員のうち開催候補都市の国の委員7名と不参加の委員及びIOC会長を除いた113名が最終選考に残ったバンクーバー（カナダ）、平昌（ピョンチャン/韓国）、ザルツブルク（オーストリア）の3都市に投票。
1回目の投票では当初の予想を大幅に覆し平昌が51票を獲得してトップに立ち、以下バンクーバー40票、ザルツブルク16票と続いた。しかし1位の平昌が過半数の票を獲得できなかったため最下位のザルツブルクを除外しバンクーバーと平昌による決選投票が行われた。
決選投票ではバンクーバーにザルツブルクからの支持票が回り、結果56対53と僅か3票差でバンクーバーが逆転し2010年冬季五輪開催都市に決定した。
| 都市         | 国           | 1回目 | 2回目 |
| ------------ | ------------ | ----- | ----- |
| バンクーバー | カナダ       | 40    | 56    |
| 平昌         | 韓国         | 51    | 53    |
| ザルツブルク | オーストリア | 16    |       |

### 大会の特徴
冬季・夏季を含めて史上初めて開会式が屋内で行われた五輪である。開会式と閉会式はスカイトレインのスタジアム・チャイナタウン駅から徒歩約6分のところにあるBCプレイス・スタジアムで行われた。開会式の入場行進で日本は43番目であった。
1984年サラエボオリンピックまでの冬季五輪の閉会式は開会式で使用された会場とは別の会場で行われ、開会式会場よりも収容人員がかなり少ない屋内で行われることが普通であったが、1988年カルガリーオリンピック以降は開会式と閉会式は同一会場で行われるようになった。またバンクーバーの人口はおよそ57万人であり、歴代冬季五輪開催都市では札幌市（開催当時約100万人）、トリノ（同約90万人）に次いで3番目に人口が多い。
なお、カナダは前大会2006年トリノオリンピックでメダル獲得数国別で初の3位になるなど、近年大会ごとにメダル獲得数を増やしていることから地元開催のオリンピックで初の金メダル獲得とメダル獲得数の更新が期待されていたが最終的には金メダル14個、メダル総数26個を獲得し、金メダル総数で今大会1位（冬季オリンピックとしても史上最多の獲得金メダル数）、メダル総数ではカナダの過去冬季オリンピックの記録を更新した（カナダは、1976年モントリオールオリンピック（夏季）と1988年カルガリーオリンピック（冬季）では金メダルを獲得できていなかった）。
今大会では、アイスホッケー競技は国際アイスホッケー連盟（IIHF）が定めるサイズ(61m×31m)ではなく、ナショナルホッケーリーグ（NHL）サイズ（60m×26m）のリンクを使用した。これは、使用する会場であるGMプレイスなどのリンクが北米で一般的なNHLルールに基づいて設計されており、IIHFルールへの面積拡張が不可能な為である。ただし、試合の進行はIIHFルールに基づいて行われた。
また、五輪史上初めて「未使用の入場券を減らす」という目的でオリンピック組織委員会による公式の転売サイトである『ファン・トゥ・ファン』が公式サイト上に設置された。中には額面を遙かに超える値段で入場券を売り出す購入者もいた。

#### 理念
今大会の理念は「先住民の参加」「環境への配慮」「持続可能な発展」の三つである。

#### 大不況下での五輪
2008年の9月に始まった世界同時不況は今大会の運営にも影響を及ぼした。選手村は大会後には分譲住宅として販売される予定だが、買い手がなかなかつかない情況になるなどした。そのため赤字、すなわち「商業五輪」として失敗が危惧されたが、IOCは黒字になるだろうという見解を示した。しかし、3月1日には赤字になったことが明らかになった。

## 実施競技と日程
前回2006年トリノオリンピックの実施競技に加えて男女のスキークロスが公式種目に追加されており、リュージュ2人乗りが男子種目から混合種目に変更になっている。各競技の詳細については、それぞれの競技のリンク先を参照のこと。
| 日付           | 日付                             | 12 | 13 | 14 | 15 | 16 | 17 | 18 | 19 | 20 | 21 | 22 | 23 | 24 | 25 | 26 | 27 | 28 |
| -------------- | -------------------------------- | -- | -- | -- | -- | -- | -- | -- | -- | -- | -- | -- | -- | -- | -- | -- | -- | -- |
| 開・閉会式     | 開・閉会式                       | •  |    |    |    |    |    |    |    |    |    |    |    |    |    |    |    | •  |
| スキー         | アルペンスキー                   |    | •  | •  |    | •  | •  |    | •  | •  | •  |    |    | •  |    | •  | •  |    |
| スキー         | クロスカントリースキー           |    |    |    | •  |    | •  |    | •  | •  |    | •  |    | •  | •  |    | •  | •  |
| スキー         | スキージャンプ                   | •  | •  |    |    |    |    |    | •  | •  |    | •  |    |    |    |    |    |    |
| スキー         | ノルディック複合                 |    |    | •  |    |    |    |    |    |    |    |    | •  |    | •  |    |    |    |
| スキー         | フリースタイルスキー             |    | •  | •  |    |    |    |    |    |    | •  | •  | •  | •  | •  | •  |    |    |
| スキー         | スノーボード                     |    |    |    | •  | •  | •  | •  |    |    |    |    |    |    |    | •  | •  |    |
| スケート       | スピードスケート                 |    | •  | •  | •  | •  | •  | •  |    | •  | •  |    | •  | •  |    | •  | •  |    |
| スケート       | フィギュアスケート               |    |    | •  | •  | •  |    | •  | •  |    | •  | •  | •  |    | •  |    | •  |    |
| スケート       | ショートトラックスピードスケート |    | •  |    |    |    | •  |    |    | •  |    |    |    | •  |    | •  |    |    |
| アイスホッケー | アイスホッケー                   |    | •  | •  | •  | •  | •  | •  | •  | •  | •  | •  | •  | •  | •  | •  | •  | •  |
| ボブスレー     | ボブスレー                       |    |    |    |    |    |    |    |    | •  | •  |    | •  | •  |    | •  | •  |    |
| ボブスレー     | スケルトン                       |    |    |    |    |    |    | •  | •  |    |    |    |    |    |    |    |    |    |
| バイアスロン   | バイアスロン                     |    | •  | •  |    | •  |    | •  |    |    | •  |    | •  |    |    | •  |    |    |
| カーリング     | カーリング                       |    |    |    |    | •  | •  | •  | •  | •  | •  | •  | •  |    | •  | •  | •  |    |
| リュージュ     | リュージュ                       |    | •  | •  | •  | •  | •  |    |    |    |    |    |    |    |    |    |    |    |

## 国・地域別メダル獲得数、メダリスト
| 順 | 国・地域         | 金 | 銀 | 銅 | 計 |
| -- | ---------------- | -- | -- | -- | -- |
| 1  | カナダ（開催国） | 14 | 7  | 5  | 26 |
| 2  | ドイツ           | 10 | 13 | 7  | 30 |
| 3  | アメリカ合衆国   | 9  | 15 | 13 | 37 |
| 4  | ノルウェー       | 9  | 8  | 6  | 23 |
| 5  | 韓国             | 6  | 6  | 2  | 14 |
| 6  | スイス           | 6  | 0  | 3  | 9  |
| 7  | 中国             | 5  | 2  | 4  | 11 |
| 7  | スウェーデン     | 5  | 2  | 4  | 11 |
| 9  | オーストリア     | 4  | 6  | 6  | 16 |
| 10 | オランダ         | 4  | 1  | 3  | 8  |

## 競技会場
バンクーバー市内及び郊外のリッチモンドにある屋内競技場の他に、ウェストバンクーバーとウィスラー・ブラッコムにあるいくつかの会場に分かれて開催される。
なお、ウィスラー以外はすべてバンクーバーを中核自治体とした広域都市圏・メトロバンクーバー（バンクーバー都市圏）に属している市・地区である。
- バンクーバー
  - BCプレイス - 開閉会式（55,000人収容）[5]
  - カナダ・ホッケー・プレイス（19,300人収容） - アイスホッケー[6]
  - バンクーバー・オリンピック・センター（5,600人収容）  - カーリング[7]
  - パシフィック・コロシアム（14,200人収容） - フィギュアスケート、ショートトラック[8]
  - UBCサンダーバード・アリーナ（6,800人収容） - アイスホッケー[9]
- リッチモンド
  - リッチモンド・オリンピック・オーバル（7,600人収容）- スピードスケート[10]
- ウェストバンクーバー
  - サイプレス・マウンテン（英語版）（12,000人収容） - フリースタイル・スキー、スノーボード[11]
- ウィスラー
  - ウィスラー・スライディングセンター（12,000人収容） - ボブスレー、リュージュ、スケルトン[12]
  - ウィスラー・クリークサイド（7,700人収容） - アルペンスキー[13]
  - ウィスラー・オリンピック・パーク（各12,000人収容） - バイアスロン、クロスカントリー、ノルディック複合、スキージャンプ[14]

## 大会マスコット
ミーガ/クワッチ/スーミ
バンクーバーオリンピックのマスコットキャラクターは、オルカとシロクマをモチーフにした女の子「ミーガ」(Miga) と、未確認動物であるサスクワッチ（現地先住民の言葉で「毛深い巨人」の意味）をモチーフにした男の子「クワッチ」(Quatchi)。バンクーバーパラリンピックのマスコットでサンダーバードの翼と熊の脚を持つ「スーミ」（Sumi）とともに3種類のマスコットが2007年11月に発表された。
ムクムク
これに加えて、バンクーバーマーモットをモチーフとした「ムクムク」(Mukmuk)が、公式マスコットに対する「サイドキック」（応援団）と位置づけられた。ムクムクは他のマスコットより人気となり、ムクムクをマスコットに昇格させよという抗議活動も行われた。

## メダル
夏季オリンピックのメダルと違って冬季オリンピックのメダルはデザインが自由であるが、バンクーバーオリンピックのメダルは「環境五輪」の理念に則り、不用になった家電製品やPCなどの産業廃棄物から取り出した金属で作られることになった。製造は王立カナダ造幣局。同じ模様のものはなく、全てのメダルのデザインが違う。
波を打った形状と、先住民アートを取り入れた模様で、すべてのメダルを合わせると、一つの絵になる。パラリンピックも同様のコンセプトで作成されている。

## 開会式

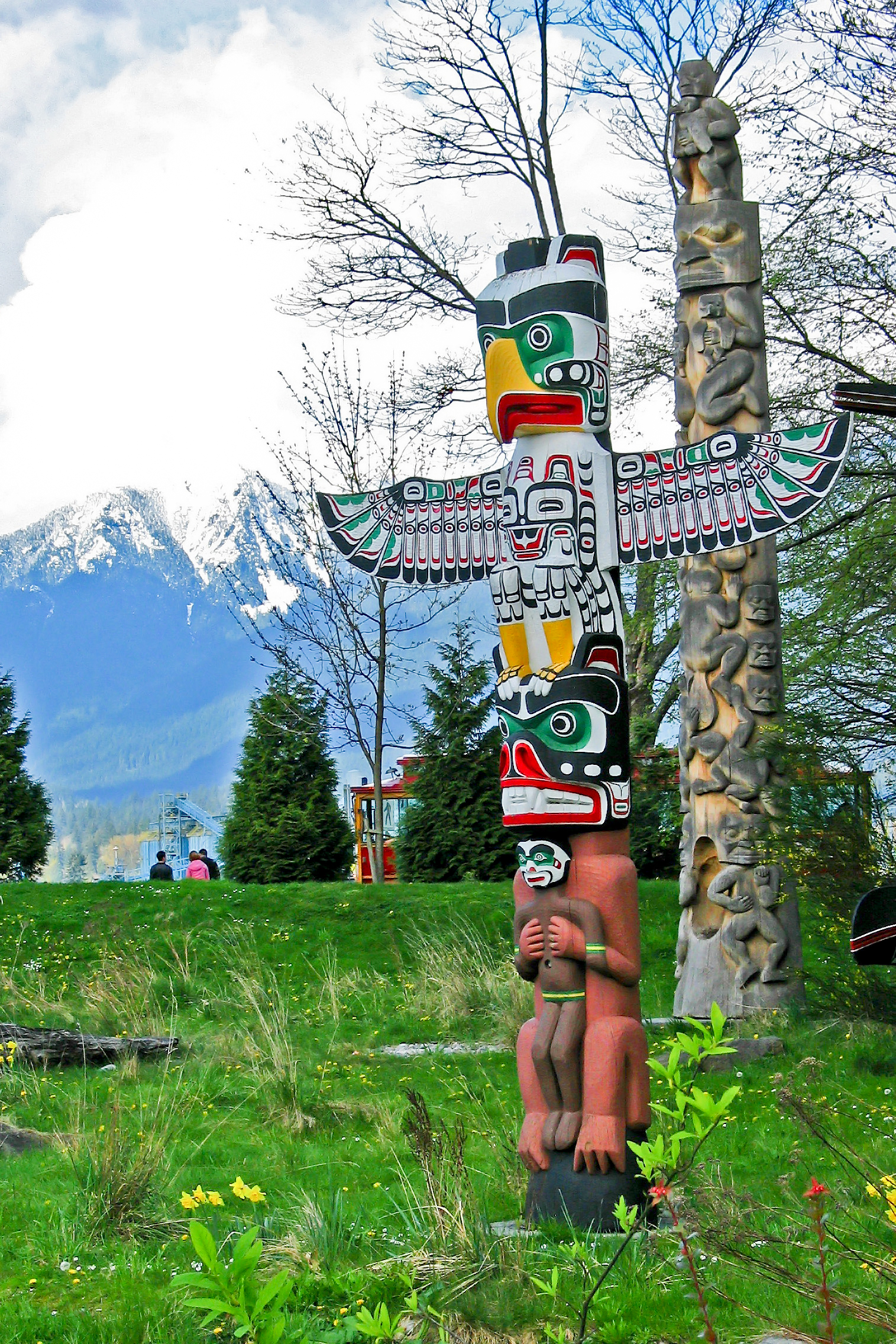
バンクーバー、スタンレーパークにあるトーテム。トーテムは先住民文化の象徴として開会式のアトラクションなどで紹介された。

開会式は、史上初となる屋内での催行であった。会場の中央には氷でできた4体の巨大なトーテムが大会のシンボルとして建てられ、カナダ全土から招待された先住民の代表約300人がそれぞれの部族の民族衣装を着て開会式のアトラクションに参加した。
開会式直前にジョージアのリュージュの選手ノダル・クマリタシビリが練習中に死亡したことを受け、式の冒頭に「ノダルに捧げる」と献辞がなされた。また、オリンピック讃歌演奏の後に1分間の黙祷が捧げられ、カナダ国旗と五輪旗が半旗として掲揚された。開会宣言はミカエル・ジャン総督によって行われたが、これは五輪史上初めての黒人による開会宣言であった。また、開会の宣言文は夏のモントリオール大会やカルガリー大会と同様にフランス語→英語の順で読み上げられた。
聖火台は、氷柱をイメージした4本の柱が交差する形で組まれた台座の上に載せられた大聖火台と、それぞれの柱に付属した小聖火台の計5基からなり、それらがエンジンで床下からせり上がり、点火直前に組まれるようになっていた。聖火リレーの最終ランナー4人が小聖火台に点火し、その4つの炎が大聖火台に引火する仕掛けであり、史上初の4人による同時点火を企図していた。しかし本番ではカトリオナ・ルメイ・ドーンが点火するはずの小聖火台がエンジントラブルで稼動せず、床下から出現しなかった。点火自体は残りの3人によって完了し、ルメイ・ドーンは突然のトラブルにうろたえることなく、一人堂々とトーチを掲げその場をしのいだ。

## 閉会式
閉会式も開会式と同じ会場で行われた。
開会式で小聖火台のひとつが稼動しなかったトラブルを逆手にとった演出で閉会式が開始された。電気工事作業員に扮したピエロが動かなかった小聖火台を「修理」して床下から動かし、開会式で点火できなかったカトリオナ・ルメイ・ドーンが改めて聖火の点火を行い、聖火リレーを完成させた。

### MC
MCには、カナダ出身の俳優・女優がユーモアを交えながら、カナダの現代文化を紹介した。
- マイケル・J・フォックス - 映画バック・トゥ・ザ・フューチャーの主役を演じた俳優
- ウィリアム・シャトナー - 人気ドラマ「宇宙大作戦」シリーズのカーク船長役を演じた俳優
- キャサリン・オハラ - 映画「ホームアローン」で母親役を演じた女優

### ライヴパフォーマー
閉会式のラストには、ニール・ヤングやアヴリル・ラヴィーン、そしてsum 41等、カナダ出身の世界的アーティスト達が登場した。登場順に記載。さらにsum 41の出演後に大会初のアンコール現象が起こった。
- ニール・ヤング (Neal Young)
- ニッキ・ヤノフスキー,エヴァ・アヴィラ,デレク・ミラー (Nikki Yanofsky, Eva Avila & Derek Miller)
- マイケル・ブーブレ (Michael Bublé)
- ニッケルバック (Nickelback)
- アヴリル・ラヴィーン (Avril Lavigne)
- アラニス・モリセット (Alanis Morissette)
- シンプル・プラン (Simple Plan)
- ヘドリー (Hedley)
- マリー・メイ (Marie-Mai)
- ケイオス (K-os)
- sum 41 (sum 41)

## テレビ放送

### オーストラリア
オーストラリアではそれまでのSeven Networkに代わり、Nine Networkで放映された。

### イタリア
イタリアもRAIに代わって、スカイ・イタリアで放映された。

### アジア&インド
ESPN STAR Sportsが汎アジアの衛星チャンネルとしては初めての放映。

### カナダ
カナダ国内ではCTVグローブメディアとロジャース・メディアが共同で放映権を獲得した。CTVをはじめ、TSN、RDS、ロジャース・スポーツネット、オムニ・テレビジョンなどで放送された。CTVでのオリンピック放送は1994年のリレハンメル大会以来である。また、2012年ロンドン大会も放映権を獲得している。ただし五輪期間中は例外的にアメリカン・アイドルやCSI:科学捜査班をはじめとするアメリカからのネット番組はAで放送された。

### 韓国
それまでの五輪中継はKBS・MBC・SBSの3社共同による中継だったが、今大会からSBS単独で中継した。SBSはもちろん、SBSプラスやSBSゴルフ、SBS CNBC、SBS ESPNでも放送された。SBSは2024年夏季大会まで放映権を獲得している。

### 日本
今回も、NHKと民放連で構成されるジャパンコンソーシアムが放映権を獲得。WOWOWなど一部を除いた加盟民放とNHKとで費用を分担して放送。映像はオリンピック・ブロードキャスティング・サービス（OBS、IOCの国際放送機構）が提供した。
NHKはNHK総合で放送された競技についてNHKオンデマンドの「見逃し番組サービス」にて有料で3月30日まで配信した。全部で85番組を配信し、3月24日時点で合計約5万2000回視聴されている。また日本国内で放送されなかった競技の一部を、NHKのオリンピック特設サイトでライブストリーミングで配信し、合計で25万件を超えるアクセスがあった。
民放連は前回の夏季北京オリンピック時に続き、民放各局による共同情報サイト『gorin.jp』を立ち上げ、同サイト内で競技動画の配信をおこなった。
日本とバンクーバーの時差（現地時間は日本時間より17時間遅れ=7時間早め-まる1日遅れ）の関係上、日本時間に換算すると開会式は2月13日午後に、閉会式も3月1日午後になるため、競技の大半は早朝から午後にかけて放送された（ただしフィギュアスケートのシングルスケーティングは男女とも民放でプライムタイムにハイライトを放送）。
夏・冬を通してアナログテレビ放送時代最後の大会となった。全編HDTV（ハイビジョン）方式での制作が基本となり、地上デジタルテレビジョン放送の生中継についてはすべて5.1サラウンドステレオ放送になり、多くの地上波テレビジョン放送の生中継でリアルタイム字幕放送を実施した。アナログテレビジョン放送ではフジテレビ系列が放送する一部の競技の生中継が16:9レターボックスで放送した。
| 日本時間 | 現地時間 | 日本メディアの対応              |
| -------- | -------- | ------------------------------- |
| 0時      | 前日7時  |                                 |
| 2時      | 前日9時  | 生中継 （概ね日本時間15時まで） |
| 5時      | 前日正午 | 生中継 （概ね日本時間15時まで） |
| 10時     | 前日17時 | 生中継 （概ね日本時間15時まで） |
| 正午     | 前日19時 | 生中継 （概ね日本時間15時まで） |
| 17時     | 0時      |                                 |
| 19時     | 2時      | 録画放送                        |
| 23時     | 6時      |                                 |

なおNHKは、テレビデジタル化に伴いBS hiを廃止することにしており、今回は総合テレビとBS 1、及びラジオ第1の3波だけで放送することになった。そのほか、BS 2では総合テレビと同時放送される「NHKニュース おはよう日本」の番組枠の中で一部競技を同時放送。また、NHKワールド・ラジオ日本（ラジオ国際放送）では一部時間帯を除きラジオ第1で放送される中継の同時放送を実施。
参考
- NHK会長会見資料（PDF） バンクーバーオリンピック放送計画（平成21年12月3日版）
- 民放連報道資料（PDF） バンクーバーオリンピック 民放テレビ放送枠（地上テレビ）

- 日本国内のテレビ放送特設サイト（期間限定）
  - NHKオリンピック特設サイト
  - 民放合同特設サイト「gorin.jp(競技動画、インタビュー動画の配信や放送スケジュールなど)」

地震・津波による放送の中断
- 2月27日（大会15日目）午前5時31分ごろ沖縄地方で震度5弱の地震が発生し、津波警報が発表された。そのためスピードスケート女子チームパシュート準決勝を放送していたNHK総合では中継を中断し、ニュースと緊急警報放送を行った[28]。
- 翌2月28日（大会16日目）にはチリ大地震の影響で日本の太平洋側に大津波・津波警報、津波注意報が発表。フィギュアスケートエキシビジョンを中継していたBS1では一時放送を中断し緊急警報放送を行った。約10分程で中継は再開したものの、その後画面右下に日本列島の地図を表示した。
- 当日16:00 - 18:00に総合テレビで録画中継予定だったが、教育テレビで深夜0:45 - 2:45に振り替えられ（なお、3月5日夜にBS1、同月7日深夜に総合で再放送された。総合テレビ『ベストセレクション』の放送も、19:30 - 20:00放送分は『ニュース7』の拡大によって休止、21:50 - 22:39放送分は、放送時間を10分繰り下げて22:00 - 22:49に放送した。

## 大会の出来事
記録的暖冬
例年なら1月の平均気温は3.3度程度のバンクーバーであったが、2010年度はエルニーニョ・南方振動の影響で平均7.2度と例年を4度も上回った上に雪が降らず、フリースタイルスキーの会場にはヘリコプターで雪が運び込まれた。バンクーバー市内ではすでにウメが咲いているほどである。
リュージュ事故

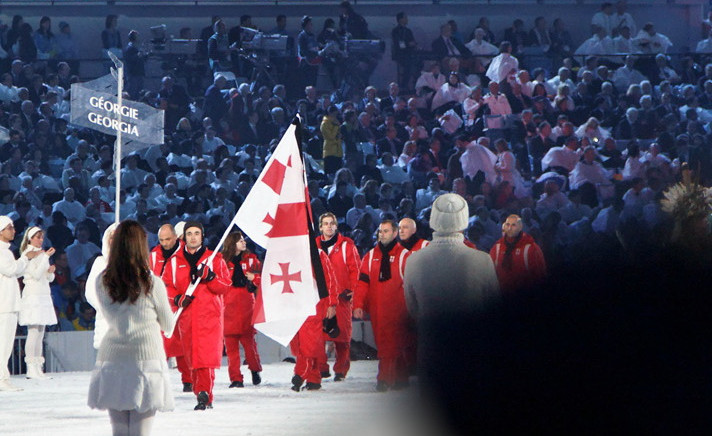
開会式において弔旗を掲げて行進するグルジア選手団。

2月12日、グルジア（現：ジョージア）代表のノダル・クマリタシビリ（当時21歳）が開会式前にリュージュ男子1人乗り公式練習をウィスラーのスライディングセンターで行ったところ、コースから外れて周囲の壁や鉄柱に激突。搬送先の病院で死亡が確認された。IOCのジャック・ロゲ会長も記者会見を開き「すべてのオリンピック関係者が悲しみに打ち拉がれ、今オリンピックに暗い影を落とすでしょう」と述べた。なお、冬季オリンピックでの事故死例はアルベールビル五輪以来で、5人目だという。この事故を受けて開会式では、グルジア選手団が喪章を着け旗手は弔旗を持って入場し、カナダ国旗と五輪旗が半旗を実施して、ロゲ会長が開会の挨拶の冒頭で哀悼の意を読み上げた。また、リュージュ競技では出場選手全員がヘルメットに喪章をつけて競技に臨んだ。
2月12日深夜、国際リュージュ連盟とバンクーバー五輪大会組織委員会は事故について合同声明を出した。それによると「クマリタシビリ選手が事故のおきたカーブに進入したときにそれまでの滑走の乱れを『適切に処理しなかった』のが事故の原因であり、コースに欠陥はなかった」と結論づけた。
これに対し、バンクーバーに滞在していたグルジアのサーカシビリ大統領が「技術的なことはわからないが、間違いなくいえることは、選手のミスが死につながることはあってはならない」と合同声明に不快感を示した。サーカシビリ大統領に随行していたグルジアのルルアスポーツ文化相も、「選手の経験不足が事故の原因だとほのめかすやり方は不公平かつ不正確」だと反論した。
米紙『ニューヨーク・タイムズ』は、この合同声明を「無神経」と批判し「大会主催者は事故を悲劇ではなく、大会運営の邪魔だと捉えている」と非難した。
米紙『ウォールストリート・ジャーナル』は、グルジアのクマリタシビリ選手の実家を取材し、同選手が「コースが怖い」という内容の電話を家族にしていた事実を報じた。
米紙『フィラデルフィア・インクワイアー』は、この事故について競技の内容変更や中止を恐れて、選手たちの間にも人為的なミスが原因だという意見が支配的であること指摘し「サーカシビリ大統領のような健全な意見は選手たちの中にはない」と嘆いた。
事故を受け、リュージュ競技はスタート位置が本来より176m下げられたほか、コースの壁の部分の氷が垂直になるように削られるなど安全対策が行われた上で実施された。これに対してアメリカの『ニューヨーク・タイムズ』は「でっち上げだ」と非難している。
死亡事故発生後、ウィスラーのスライディングセンターではボブスレーの公式練習も行われたが、2月17日には日本を含む8件もの転倒事故が発生した。翌18日にボブスレー公式事故多発を受けて、男女のボブスレー4人乗り、ボブスレー女子2人乗りについて各種目6回の滑走回数だが、公式練習を実施していないチームは希望があれば2回追加できるように配慮された。なお、スタート位置の変更は無かった。
改修前の最終コーナーのスピードはリュージュの場合155km/hにもなり、高速化への疑問およびそれに伴う危険度の向上に対して無配慮だったことへの疑問も呈されることになった。
コース問題
アルペンスキーでは、特に女子や男子回転でコース途中に転倒する選手が続出した。このため、コース難易度に無理があったのではないかという指摘がされている。